# Repubblica Socialista Federativa Sovietica Russa
La Repubblica Socialista Federativa Sovietica Russa (in russo Росси́йская Сове́тская Федерати́вная Социалисти́ческая Респу́блика?, Rossijskaja Sovetskaja Federativnaja Socialističeskaja Respúblika), detta anche Repubblica Socialista Federata Sovietica Russa, RSFS Russa o RSFSR, fu la più estesa e popolosa delle quindici ex Repubbliche sovietiche e divenne l'odierna Federazione Russa dopo la dissoluzione dell'Unione Sovietica.
Lo Stato fu istituito il 7 novembre 1917, succedendo alla breve Repubblica russa, come prima e più importante conseguenza politica della Rivoluzione d'ottobre. Il 10 luglio 1918 la Costituzione sovietica del 1918 fu accettata ed entrò in vigore. Entrò a far parte dell'Unione Sovietica nel 1922, un evento poi pienamente formalizzato dalla Costituzione sovietica del 1924. In Occidente si parla spesso di "Russia bolscevica" per riferirsi a questo Stato nel periodo tra il 1917 e il 1922, mentre documenti russi dell'epoca riportano la dicitura Repubblica Russa (Российская Республика, Rossijskaja Respublika) e Repubblica Sovietica (Советская Республика, Sovetskaja Respublika).
La Repubblica Socialista Federativa Sovietica Russa si staccò dall'Unione Sovietica il 12 novembre 1991, un mese e quattordici giorni prima che l'Unione Sovietica stessa si disgregasse. Proprio in seguito a quest'evento la Repubblica Socialista Federativa Sovietica Russa ripudiò il sistema socialista e affrontò una dura epoca di riforme, prima di tutto nel nome: l'attuale nome di Federazione Russa si deve a Boris El'cin, il quale ne fu il primo presidente federale dopo aver ricoperto la carica di presidente del Presidium. La Comunità degli Stati Indipendenti, fondata poco dopo la rottura dell'Unione Sovietica, riunì in modo abbastanza elastico le ex repubbliche sovietiche, fatta eccezione per Estonia, Lettonia e Lituania, e solo dal 1993, la Georgia. Il 25 dicembre 1991, con il crollo dell'Unione Sovietica, la repubblica venne ufficialmente rinominata in Federazione Russa. Ancora oggi il termine Russia è utilizzato universalmente per riferirsi allo Stato.

## Storia

### La rivoluzione russa e la nascita
Sotto la guida di Lenin e Trockij, i comunisti bolscevichi rovesciarono con la Rivoluzione d'ottobre il Governo provvisorio russo del socialista democratico Aleksandr Kerenskij, che guidava la Repubblica russa sorta sulle ceneri dell'Impero russo, costituendo così un nuovo Stato, inizialmente privo di un nome ufficiale.
Il 25 gennaio 1918 il III Congresso panrusso dei Soviet rinominò lo stato in Repubblica Sovietica Russa, mentre il 10 luglio 1918, la Costituzione sovietica sancì la denominazione di Repubblica Socialista Federativa Sovietica Russa. Il 30 dicembre 1922, con il trattato di fondazione dell'URSS, la Russia, assieme alla RSSF Transcaucasica, alla RSS Ucraina e alla RSS Bielorussa, formò l'Unione delle Repubbliche Socialiste Sovietiche. Per gran parte dell'esistenza dell'Unione Sovietica, è stato comune riferirsi ad essa col termine di Russia, anche se tecnicamente la Russia propriamente detta era solo una delle quindici repubbliche che componevano l'URSS, ma era di esse la più potente e sviluppata.
Con il trattato di Brest-Litovsk, siglato il 3 marzo 1918, la Russia cedette parte dei territori al confine ovest dell'antico Impero russo all'Impero tedesco in cambio della firma della pace durante l'ultimo anno della prima guerra mondiale. Dal 1918, nel corso della successiva guerra civile, alcuni territori dell'ex Impero russo si staccarono, riducendo ulteriormente l'estensione del paese.
Internazionalmente la RSFSR venne riconosciuta come uno stato indipendente nel 1920 e solo dai paesi limitrofi come Estonia, Finlandia, Lituania e Lettonia col Trattato di Tartu ed anche dalla Repubblica irlandese (di breve vita).
Il 30 dicembre 1922, il I Congresso dei Soviet dell'URSS approvò il trattato di fondazione dell'URSS nel quale la Russia venne unita alle Repubbliche socialiste di Ucraina, Bielorussia e Transcaucasia a formare un singolo stato federale, l'Unione Sovietica. Nel 1924 il II Congresso dei Soviet dell'URSS approvò la Costituzione, sulla base della quale nel 1925 venne approvata dal XII Congresso panrusso dei Soviet la nuova Costituzione della RSFSR.
Con l'adozione della nuova Costituzione sovietica il 5 dicembre 1936, l'estensione territoriale della RSFSR venne significativamente ridotta. Il Kazakistan ed il Kirghizistan divennero Repubbliche Socialiste Sovietiche, l'ex Repubblica autonoma Karakalpaka venne trasferita alla RSS Uzbeka.

### La seconda guerra mondiale
Nel 1943, l'oblast' autonoma dei Carachi venne disciolta da Stalin e la relativa popolazione esiliata nell'Asia centrale per la loro collaborazione con i nazisti invasori nel corso della seconda guerra mondiale, ed il loro territorio venne incorporato nella Georgia. Il 3 marzo 1944, per ordine di Stalin, la RSSA Ceceno-Inguscia venne sciolta e la sua popolazione venne forzosamente deportata con l'accusa di collaborazione con gli invasori e separatismo. Il territorio in questione venne suddiviso tra Russia e Georgia. L'11 ottobre 1944, la Repubblica popolare di Tuva venne unita alla Russia andando a costituire un'oblast' autonoma e poi un Repubblica autonoma dal 1961.
Dopo aver riconquistato Estonia e Lettonia nel 1944, la RSFSR annetté i territori ad est presso Ivangorod e i rajon Pečorskij e Pytalovskij tra il 1944 ed il 1945. Alla fine della seconda guerra mondiale le truppe sovietiche dell'Armata rossa occuparono la parte meridionale dell'isola di Sachalin e le Isole Curili al largo delle coste dell'Asia orientale, a nord del Giappone, rendendole parte della RSFSR. Il 17 aprile 1946, l'oblast' di Kaliningrad (un tempo parte del Regno di Prussia e poi dell'Impero tedesco) venne occupato ed annesso dall'Unione Sovietica e reso parte della RSFSR dopo la campagna militare sul fronte orientale.

### Il dopoguerra e la guerra fredda
Nel gennaio 1954, pochi mesi dopo la morte di Stalin, la nuova dirigenza sovietica trasferì la Crimea dalla RSFSR all'Ucraina. Il 9 gennaio 1957, durante la leadership di Nikita Chruščëv, vennero ricostituite l'oblast' dei Carachi e la RSSA Ceceno-Inguscia, i cui territori tornarono dalla Georgia alla Russia.
La ex RSS Carelo-Finlandese entrò a far parte della federazione russa nel 1956 come RSSA di Carelia. Nel 1964 Chruščëv venne rimpiazzato da Leonid Brežnev, che governò fino al 1982. Con Michail Gorbačëv, che prese il potere nel marzo del 1985, vennero avviate profonde riforme strutturali (perestrojka).

### La fine e la nascita della Federazione Russa

La bandiera adottata dalla RSFSR nel 1991 e usata fino al 1993

Il 29 maggio 1990 Boris Nikolaevič El'cin venne eletto alla carica di Presidente del Soviet supremo della Repubblica Socialista Federativa Sovietica Russa. Il Congresso dei deputati del popolo approvò quindi il 12 giugno 1990 la dichiarazione di sovranità statale della Russia, acuendo l'ormai aperto scontro istituzionale tra il Governo centrale dell'Unione Sovietica e quello della Federazione Russa e di altre Repubbliche costituenti.
Il 17 marzo 1991, un referendum popolare creò la figura del Presidente della RSFSR e il 12 giugno El'cin fu eletto a tale ruolo. Il 23 agosto 1991, El'cin siglò un decreto che sospese tutte le attività del Partito Comunista Russo nella RSFSR. Il 6 novembre bandì i partiti comunisti della Russia e dell'URSS dal territorio della RSFSR.
L'8 dicembre 1991 il presidente della RSFSR ed i capi delle repubbliche sovietiche di Bielorussia e Ucraina siglarono l'accordo per la formazione di un'unione di stati indipendenti" (noto ai media come Accordo di Belaveža). Il documento, composto da un preambolo e quattordici articoli, stabiliva la cessazione dell'esistenza dell'Unione Sovietica sia come soggetto di diritto internazionale sia come entità geopolitica. Il 12 dicembre, l'accordo venne ratificato dal Soviet supremo della Russia con 188 voti favorevoli, 6 contrari e 7 astenuti.
Il 25 dicembre dello stesso anno il V Congresso dei deputati del popolo della RSFS Russa approvò la ridenominazione dello stato in Federazione Russa, che sarebbe stata ufficializzata il 21 aprile 1992 con le riforme costituzionali varate dal VI Congresso dei deputati del popolo.

## Geografia
La Repubblica Socialista Federativa Sovietica Russa coi suoi 17.125.200 km² era la più grande delle quindici repubbliche, mentre la seconda per dimensione era la RSS Kazaka, con cui confinava a sud.
I confini internazionali dello Stato toccavano a ovest la Polonia, a nord-ovest la Norvegia e la Finlandia, a sud-est la Corea del Nord, la Mongolia e la Cina. All'interno dell'Unione Sovietica confinava con Ucraina, Bielorussia, Stati baltici (Estonia, Lettonia e Lituania), Azerbaigian, Georgia e Kazakistan.
Circa il 70% dell'area territoriale della RSFSR era composta da pianure con alcune regioni di tundra montuose nella parte della Siberia orientale, dell'Asia centrale e dell'Asia orientale. L'area è ricca di risorse minerarie tra cui petrolio, gas naturale e ferro.

## Assetto politico
Il potere nel Paese veniva esercitato dal presidente del Presidium del Soviet Supremo della RSFS Russa (per come è stato chiamato più di recente) e la capitale era Mosca, che peraltro era anche capitale dell'Unione Sovietica.
La Repubblica Socialista Federativa Sovietica Russa svolse sempre un ruolo egemone all'interno dell'Unione Sovietica sia per le dimensioni nettamente superiori a qualsiasi altra repubblica sorella, sia per la preponderanza nazionale, linguistica e culturale russa tra le genti della nazione. Questo giustifica i motivi per cui erano impropriamente definiti russi i cittadini sovietici di qualsivoglia nazionalità o residenti entro i confini di altre repubbliche sovietiche. Nonostante il prestigio culturale ed economico della Russia, il Partito Comunista dell'Unione Sovietica non riconobbe mai formalmente una preponderanza russa e ai vertici del partito giunsero soggetti di tutte le nazionalità.

## Economia
La Repubblica era la più estesa delle repubbliche sovietiche che formavano l'URSS e nel suo territorio, abitato da più della metà della popolazione sovietica, si produceva oltre il 60% del PIL.